# Orion Engineered Carbons
Orion Engineered Carbons S.A. (kurz: Orion Engineered Carbons) ist ein global tätiges Industrieunternehmen aus dem Bereich Spezialchemie. Das Unternehmen ist einer der weltweit führenden Anbieter von Carbon Blacks (Industrieruße). Der Hauptsitz befindet sich in Luxemburg. Weltweit werden vierzehn Produktionsstandorte und vier Forschungszentren unterhalten.

## Geschichte
Im Jahr 2011 veräußerte Evonik Industries im Rahmen eines Carve out sein Carbon-Black-Geschäft an die Finanzinvestoren Rhône Capital und Triton Partners. Das daraus entstandene Unternehmen firmiert seitdem unter dem Namen Orion Engineered Carbons. Die Zeit vor der Eigenständigkeit war daher lange geprägt von der Zugehörigkeit zu Degussa und (später) Evonik und hatte ihre Anfänge bereits in den 1930er Jahren.

## Geschäftsbereiche
Im Bereich der Carbon Blacks ist Orion Engineered Carbons weltweit größter Hersteller von Pigmentrußen sowie drittgrößter Hersteller von Rubber Blacks für viele Blue-Chip-Unternehmen verschiedenster Industrien. Grob unterteilt werden können die Bereiche Rubber Carbon Blacks (finden größtenteils Anwendung in der Reifenindustrie) sowie Speciality Carbon Blacks (Anwendung u. a. in Farben, Lithium-Ionen-Batterien, diversen Beschichtungen). Carbon Blacks von Orion Engineered Carbons werden daher genutzt von Reifenherstellern, Unternehmen aus dem Bereich Kunststoffe, Farben und Lacke, Herstellern von Tinten und Tonern für Drucker sowie der Automobilindustrie.

## Börsengang
Das Unternehmen ist gelistet an der New York Stock Exchange (NYSE) (Symbol „OEC“). Der Börsengang fand im Jahr 2014 statt und brachte bei der Erstplatzierung 350 Millionen USD ein.

## Kooperationen
Das in Hürth befindliche Werk „Kalscheuren“" von Orion Engineered Carbons hat im Jahr 2017 eine langfristige Kooperation betreffend der Fernwärmeversorgung mit den Stadtwerken der unmittelbar angrenzenden Stadt Hürth geschlossen. Ziel ist, dass durch Installation von einer Anlage mit zwei Turbinen via Kraft-Wärme-Kopplung ab 2018 rund 75 Prozent des Fernwärmebedarfs der Stadtwerke Hürth gedeckt wird. Die Kooperation ist nach Angaben der Stadtwerke Hürth auf 20 Jahre ausgelegt und hat ein Investitionsvolumen von 30 Millionen Euro.